# St. Johannes (Trebgast)

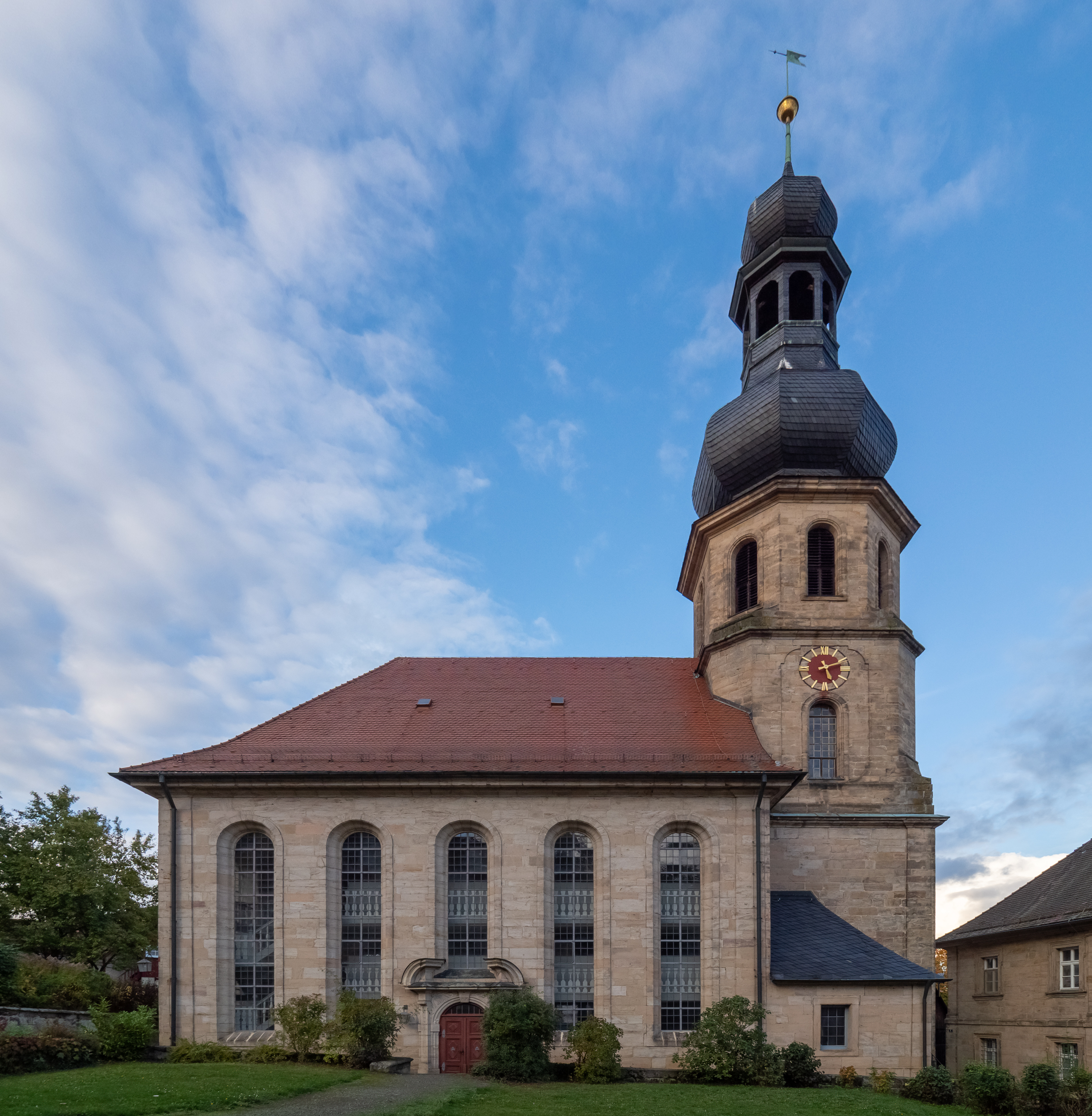
St. Johannes (Trebgast)

Inneres

Die evangelisch-lutherische Pfarrkirche St. Johannes, ehemals St. Lorenz, steht in Trebgast, einer Gemeinde im oberfränkischen Landkreis Kulmbach in Bayern. Das denkmalgeschützte Bauwerk entstand in der Mitte des 18. Jahrhunderts. Die Kirchengemeinde gehört zum Dekanat Kulmbach im Kirchenkreis Bayreuth der Evangelisch-Lutherischen Kirche in Bayern.

## Beschreibung
Die Saalkirche aus Quadermauerwerk wurde 1742–44 auf der Grundmauer einer spätgotischen Wehrkirche erbaut. Der quadratische Chorturm geht in den beiden Obergeschossen, die die Turmuhr und den Glockenstuhl beherbergen, ins Achteck über. Darauf sitzt eine schiefergedeckte Welsche Haube. Der Innenraum des Chors, d. h. das Erdgeschoss des Chorturms, ist mit einem stuckierten Muldengewölbe überspannt, der des Langhauses ist mit doppelstöckigen Emporen an drei Seiten ausgestattet. Zur Kirchenausstattung gehört ein 1748 gebauter Kanzelaltar. Der Ambo von 1771 ist mit dem Taufengel kombiniert. Die heutige Orgel mit 19 Registern, verteilt auf zwei Manualen und Pedal wurde 1978 von der Orgelbau Schmid im Gehäuse von Johann Nikolaus Ritter eingebaut.